# 銀魂 万事屋ちゅ〜ぶ ツッコマブル動画
『銀魂 万事屋ちゅ〜ぶ ツッコマブル動画』（ぎんたま よろずやちゅーぶ ツッコマブルどうが）は、2007年10月25日にWii専用ソフトとして発売された、ツッコミを目的としたゲームである。銀魂のゲーム作品では第4作目になる。タイトルの元ネタは「YouTube」。予約特典は「3年Z組銀八先生」のオリジナルドラマCD。

## 特徴
基本的に気になるところにつっこむと色々なリアクションが発生する。それ以外にミニゲームがあり、場合によって発生することがある。
本編中に撮った写真、コスパ、動画はWiiConnect24を介してWiiフレンドに送ることができる。更に似顔絵チャンネルで作成したMiiをメニュー画面に登場させたり、登場キャラとの記念撮影ができる。（これらの機能は第六訓をクリアしないとできない。）

## 登場キャラ
- 坂田銀時
- 神楽
- 志村新八
- 志村妙
- 定春
- お登勢
- キャサリン
- 桂小太郎
- エリザベス
- 土方十四郎
- 沖田総悟
- 近藤勲
- 山崎退
- 松平片栗虎
- 結野アナ
- ハタ皇子
- じい
- 長谷川泰三
- 平賀源外
- 屁怒絽
- 西郷特盛
- 星海坊主
- 『地球防衛基地』の店主
- 怪盗フンドシ仮面
- 武蔵っぽい人
- 猿飛あやめ
- 坂本辰馬
- 服部全蔵
- 高杉晋助
- 河上万斉
- 来島また子
- 岡田似蔵
- 武市変平太